# Cluster fer-soufre
Pour les articles homonymes, voir ISC.
Les clusters fer-soufre, abrégés en clusters Fe-S, (ou Iron-Sulfur Cluster, abrégé en ISC en anglais) sont des agrégats atomiques contenant des atomes de fer et de soufre. Les clusters Fe-S sont souvent évoqués pour leur rôle biologique, et en particulier dans le cadre des protéines fer-soufre où ils jouent le rôle de « condensateurs » biologiques, capables de se charger et de se décharger en passant d'un état d'oxydation à un autre au cours de réactions d'oxydoréduction.
Un grand nombre de clusters Fe-S sont connus en chimie organométallique et comme précurseurs d'analogues synthétiques aux clusters biologiques.

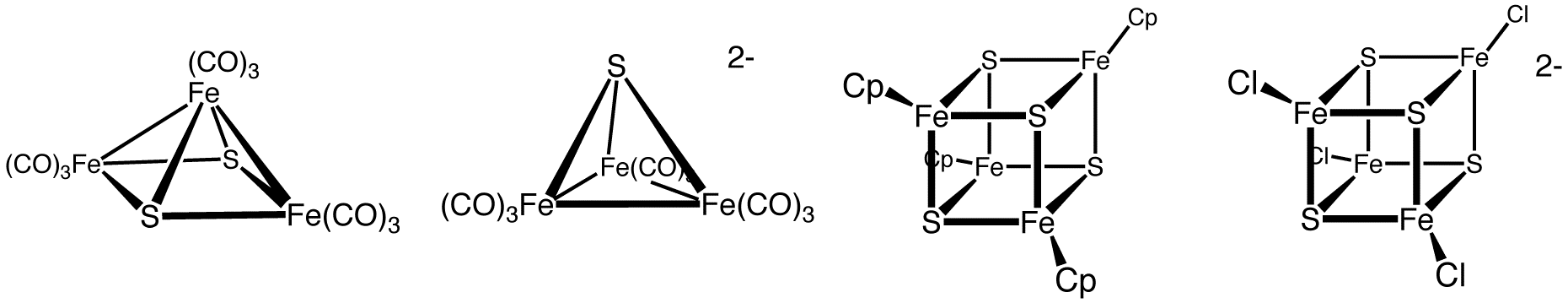
Illustration de clusters Fe-S synthétiques. De gauche à droite :,,, et.